# Podhradí (district de Zlín)
Pour les articles homonymes, voir Podhradí.
Podhradí (en allemand : Burgsdorf) est une commune du district et de la région de Zlín, en République tchèque. Sa population s'élevait à 201 habitants en 2020.

## Géographie
Podhradí se trouve à 13 km au sud-est de Zlín, à 86 km à l'est de Brno et à 263 km au sud-est de Prague.
La commune est limitée par Provodov au nord, par Horní Lhota à l'est et par Pozlovice au sud et à l'ouest.

## Histoire
La première mention écrite de la localité date de 1563.

## Transports
Par la route, Podhradí se trouve à 15 km de Slavičín, à 21 km de Zlín, à 107 km de Brno et à 324 km de Prague.